# Лиззи Магуайер
«Лиззи Магуайер» (англ. Lizzie McGuire) — подростковый сериал, рассказывающий о жизни обычной американской школьницы Лиззи, роль которой исполнила Хилари Дафф. Сериал транслировался на канале Дисней с 2001 по 2004 год. Создателем шоу стала Терри Мински.
Съёмки сериала прекратились в 2002 году после 65 серий, и, несмотря на высокие рейтинги, сериал был закрыт, что стало неожиданностью для всей съёмочной бригады и актёрского состава.
В 2003 году на широкие экраны вышла полнометражная лента «Лиззи Магуайер» и имела большой успех. Студия «Walt Disney» предложила Хилари Дафф сняться в продолжении сериала, в котором Лиззи должна была учиться в старших классах, однако этому не было суждено сбыться из-за финансовых разногласий студии и агентов Хилари.
В августе 2019 года стало известно о начале производства сиквела для канала Disney+. Главным продюсером снова выступила Терри Мински. Сюжет сериала повествовал о жизни 30-летней Магуайер, путешествовавшей по Нью-Йорку. Однако, позднее Мински покинула пост из-за творческих разногласий. После её ухода производство сиквела приостановилось, а в декабре 2020 года он был официально отменен каналом Disney+.

## Сюжет
Сериал рассказывает о жизни тринадцатилетней школьницы, Лиззи Макгуайр, которая переживает личные и социальные проблемы переходного возраста в компании со своими лучшими друзьями, Мирандой и Дэвидом. Она питает симпатию к Итану и соперничает с одноклассницей Кейт. Лиззи пытается развить свою собственную идентичность и жаждет социального признания среди своих сверстников. Она тесно связана со своей семьей: матерью Джо, отцом Сэмом и младшим братом Мэттом. Внутренние мысли и эмоции Лиззи озвучивает её мультипликационный персонаж.

## Персонажи

### Главные персонажи
- Элизабет Брук «Лиззи» Магуайер (Хилари Дафф): 13-летняя Лиззи — обычная застенчивая школьница, «не зубрила и не двоечница, не красавица и не уродина, не спортсменка, не заводила в шумной компании и не победительница в конкурсе талантов». Она сталкивается с теми же проблемами, что и все подростки её возраста, и обычно находит выход из любой сложной ситуации.
- Миранда Изабела Санчес (Лалейн Вергара): Миранда — подруга Лиззи; она, Лиззи и Гордо составляют главное трио сериала. У Миранды бунтарский характер. Миранда не появляется в последних шести сериях сериала (хотя и упоминается в титрах), так же как и в фильме «Лиззи Магуайер»; Лиззи объясняет отсутствие Миранды тем, что она уехала с родителями на каникулы в Мексику.
- Дэвид «Гордо» Гордон (Адам Ламберг): Дэвид является лучшим другом Лиззи и знает её буквально с пелёнок. Он постоянно даёт Лиззи дельные советы, однако она их не всегда слушает. Дэвид интеллигентный и порядочный парень, добросовестно относится к учёбе и всегда получает хорошие оценки. Обычно он даёт саркастическую оценку всему тому, что происходит вокруг него. Из серии «Бармицва Гордо» мы узнаём, что Дэвид — еврей по национальности. В серии «Безымянный проект Стэна Янсона» упоминается о том, что Лиззи была влюблена в Дэвида в четвёртом классе. В фильме «Лиззи Магуайер» Лиззи осознаёт, что Дэвид её любит.
- Мэт Магуайер (Джейк Томас): Непослушный младший брат Лиззи. Мэт и Лиззи терпеть друг друга не могут и постоянно ссорятся, но в тяжелых ситуациях стараются найти общий язык и помочь друг другу. Мэт веселый и креативный мальчик, он знает как рассмешить людей. Он много времени проводит с лучшим другом Лэнни, который по сценарию не говорит ни слова. Их парочка любит устроить окружающим какие-нибудь пакости и приколы, из-за чего они часто попадают в неприятности и получают наказание от родителей. Имеет хорошие характеристики черлидера, особенно в физической форме.
- Джо Магуайер (Халли Тодд): Мать Лиззи и Мэта. Она воспитывает свою дочь достаточно строго, но всегда старается стать лучшим другом своей дочери, часто ставя Лиззи в неловкое положение. Лиззи привыкла рассказывать своей матери о своих неудачах и проблемах, и Джо всегда готова её выслушать и дать совет. Даже если на протяжении серии у Лиззи и Джо были какие-то разногласия и ссоры, то к концу серии они станут ярким примером идеальных отношений между матерью и дочерью.
- Сэм Магуайер (Роберт Кэррадайн): Отец Лиззи и Мэта, муж Джо Магуайер. Он довольно бестолковый и часто боится высказывать своё мнение, полностью соглашаясь с тем, что говорит его жена. Сэм совершенно неосведомлен в воспитании детей. Но все же, он из-за всех сил пытается помочь своей дочери и понять её, и всегда готов протянуть руку помощи в случае необходимости.

### Второстепенные персонажи
- Кейт Сандерс (Эшли Брилло): Самая популярная девчонка школы, в которой учится Лиззи. Сначала Кейт была лучшей подругой Лиззи и Миранды, но после того как она купила свой первый бюстгалтер, она стала очень популярна и не захотела больше общаться с Лиззи. Таким образом, Кейт стала главным врагом Лиззи. Обычно Кейт любила получать удовольствие, пытаясь сделать жизнь Лиззи несчастной и жалкой, однако Лиззи всегда удавалось перехитрить её. В одной серии упоминается что они всё ещё подруги, но из-за популярности Кейт они не смогли опять подружиться.
- Итан Крафт (Клейтон Снайдер): Парень, от которого были без ума почти все девчонки в школе, в том числе Лиззи и Миранда. Он не обладал особенными умственными способностями, но был очень добр и дружелюбен с всеми. Хотя в первом сезоне сериала он играл роль скорее плохого парня или хулигана, так, например, он заставлял Гордо делать некоторые вещи против его воли.
- Ларри Таджмэн (Кайл Даунс): В школе имеет репутацию изрядного зануды. К нему почти все относятся как к изгою и неудачнику, за исключением Лиззи и её друзей. Ларри известен тем, что носит одну и ту же рубашку со второго класса. Он страдал от безответной любви к Лиззи, и даже пригласил её пойти вместе с ним в научный музей. Лиззи приняла его приглашение, чтобы он не чувствовал себя несчастным.
- Клэр Миллер (Дэвидэ Уильямс): Лучшая подруга Кейт. Также как и Кейт она относится к Лиззи с презрением. Порой она может относиться не лучше и к своим друзьям, включая Кейт, примером этому служит эпизод «Расцвет и закат Империи Кейт». Персонаж Клэр можно считать стереотипом популярной школьницы-заводилы.
- Лэнни Онэйсис (Кристиан Копелин): Лучший друг Мэта. Он не произнёс в кадре ни слова, но, тем не менее, у Мэта не наблюдается никаких проблем в общении с ним.
- Мелина Бианко (Карли Шредер): Девчонка, постоянно пытающаяся создать неприятности Лэнни и Мэту. Хотя в начале её персонаж представлен как неприятель Мэта, впоследствии Мэт и Мелина начинают испытывать чувства друг к другу.

## Выход
Премьера сериала состоялась на канале Disney 12 января 2001 года, после премьеры фильма «Ксенон: Продолжение». Официальная премьера состоялась в 19 января 2001 года. 14 сентября 2002 года сериал продолжил выходить в эфир в рамках обновленной линейки ABC Kids, которая заменила Disney One Saturday Morning.
В 2006 году канал WGN America приобрел права на «Лиззи Магуайер». Сериал транслировался в Австралии по каналу ABC.

## Другие средства массовой информации

### Фильм
2 мая 2003 года компанией Walt Disney Pictures был выпущен фильм «Лиззи Магуайер». Сюжет повествует о Лиззи и её одноклассниках, которые отправляются в Рим. Съёмки проходили на натуре в Риме, в таких местах, как фонтан Треви. Фильм собрал 55,6 миллиона долларов по всему миру. Он получил смешанные отзывы, рейтинг одобрения на сайте Rotten Tomatoes составляет 41 % одобрения, основанный на 99 отзывах.

### Продукция
В начале 2000-х годов популярность сериала привела к тому, что Disney выпустил серию романов и книг, куклу Лиззи Магуайер, спальный гарнитур, настольные игры и видеоигры. Игрушки также были выпущены в рамках партнёрства с McDonald’s в 2004 году. В 2003 году журнал Fortune подсчитал, что сериал Лиззи Магуайер заработал почти 100 миллионов долларов. Были выпущены два саундтрека к сериалу: Lizzie McGuire и Lizzie McGuire Total Party!.

## Награды
| Год  | Награда                           | Категория                                                                    | Номинация                                                           | Результат | Примечание    |
| ---- | --------------------------------- | ---------------------------------------------------------------------------- | ------------------------------------------------------------------- | --------- | ------------- |
| 2002 | ALMA                              | Выдающиеся детские телевизионные программы                                   | Лиззи Магуайер                                                      | Номинация | [ 12 ]        |
| 2002 | British Academy Children's Awards | Лучший международный сериал                                                  | Лиззи Магуайер                                                      | Номинация | [ 13 ]        |
| 2002 | Kids' Choice Awards               | Любимый телесериал                                                           | Лиззи Магуайер                                                      | Победа    | [ 14 ]        |
| 2002 | Writers Guild of America Awards   | Лучший сценарий                                                              | Терри Мински                                                        | Номинация | [ 15 ]        |
| 2002 | Young Artist Awards               | Лучший ансамбль в телесериале                                                | Хилари Дафф, Лалейн Вергара, Адам Ламберг, Джейк Томас, Эшли Брилло | Номинация | [ 16 ]        |
| 2002 | Young Artist Awards               | Лучшая роль в телевизионном комедийном сериале: главная актриса              | Хилари Дафф                                                         | Номинация | [ 16 ]        |
| 2002 | Young Artist Awards               | Лучшая роль в телевизионном комедийном сериале: актриса второго плана        | Лалейн Вергара                                                      | Номинация | [ 16 ]        |
| 2003 | Imagen Awards                     | Лучшая актриса второго плана на телевидении                                  | Лалейн Вергара                                                      | Номинация | [ 17 ]        |
| 2003 | Kids' Choice Awards               | Любимый телеактер                                                            | Адам Ламберг                                                        | Номинация | [ 18 ] [ 19 ] |
| 2003 | Kids' Choice Awards               | Любимая телеактриса                                                          | Хилари Дафф                                                         | Номинация | [ 18 ] [ 19 ] |
| 2003 | Kids' Choice Awards               | Любимый телесериал                                                           | Лиззи Магуайер                                                      | Номинация | [ 18 ] [ 19 ] |
| 2003 | Primetime Emmy Awards             | Выдающаяся детская программа                                                 | Лиззи Магуайер                                                      | Номинация | [ 20 ]        |
| 2003 | Teen Choice Awards                | Лучший телесериал                                                            | Лиззи Магуайер                                                      | Номинация | [ 21 ]        |
| 2003 | Teen Choice Awards                | Лучшая телеактриса в категории комедия                                       | Хилари Дафф                                                         | Номинация | [ 21 ]        |
| 2003 | Young Artist Awards               | Лучший ансамбль в телесериале                                                | Хилари Дафф, Лалейн Вергара, Адам Ламберг, Джейк Томас, Эшли Брилло | Номинация | [ 22 ]        |
| 2003 | Young Artist Awards               | Лучший телесериал                                                            | Лиззи Магуайер                                                      | Номинация | [ 22 ]        |
| 2003 | Young Artist Awards               | Лучшая роль в телевизионном комедийном сериале: приглашенная молодая актриса | Эми Касл                                                            | Победа    | [ 22 ]        |
| 2003 | Young Artist Awards               | Лучшая роль в телесериале: актёр второго плана                               | Джейк Томас                                                         | Номинация | [ 22 ]        |
| 2004 | Kids' Choice Awards               | Любимая актриса                                                              | Хилари Дафф                                                         | Номинация | [ 23 ]        |
| 2004 | Kids' Choice Awards               | Любимый телесериал                                                           | Лиззи Магуайер                                                      | Номинация | [ 23 ]        |
| 2004 | Primetime Emmy Awards             | Выдающаяся детская программа                                                 | Лиззи Магуайер                                                      | Номинация | [ 24 ]        |
| 2004 | Young Artist Awards               | Лучшая роль в телесериале: актёр второго плана                               | Джейк Томас                                                         | Номинация | [ 25 ]        |
| 2005 | Kids' Choice Awards               | Любимая телеактриса                                                          | Хилари Дафф                                                         | Номинация | [ 26 ]        |
| 2005 | Kids' Choice Awards               | Любимый телесериал                                                           | Лиззи Магуайер                                                      | Номинация | [ 26 ]        |